# متلازمة تيرنر
متلازمة تيرنر (بالإنجليزية: Turner syndrome)‏ هي متلازمة توجد في الإناث الذين يمتلكون نسخة واحدة فقط من الصبغ (خ)(بالإنجليزية: X chromosome)‏ في خلاياهم.
متلازمةُ تيرنر هي اضطرابٌ يؤثِّر في تطوُّر الفتيات؛ والسببُ هو نقص الصبغي X أو انعدامه عند الإناث. وتكون الفتيات المصابات به قصيرات القامة ولا تعمل المبايض عندهن بطريقة صحيحة، وبذلك تكون معظمهن عقيمات، وهن معرَّضات لمشاكل أخرى متعلقة بصحتهن، مثل: ارتفاع ضغط الدم ومشاكل في الكلية والسكري والساد أو الكتاراكت، وهو تغيُّم أو إعتام في عدسة العين وتخلخل أو هشاشة العظام ومشاكل الغدة الدرقية، وهناك سماتٌ جسدية نموذجية أخرى لمتلازمة تيرنر وهي: عنق قصير و«متغضن» يحتوي على طيات جلدية من أعلى الكتفين إلى حواف العنق، وخط الشعر منخفض من الخلف، وأذنان منخفضتان، وانتفاخ اليدين والقدمين.
لا يوجد علاج يشفي متلازمة تيرنر، لكن هناك علاجات للأعراض؛ فغالباً ما يساعد هرمون النمو للفتيات على الوصول إلى طول قامة قريب من المعدل الوسطي، كما قد تساعد الهرمونات البديلة على تحفيز التطور الجنسي، وتستطيع التقنيات التي تساعد على الإنجاب أن تعين بعض النساء المصابات بمتلازمة تيرنر على الحمل.

## عدد الكرموسومات في متلازمة تيرنر
يعرف أن لكل أنثى اثنين من الكروموسومات تعرف بـ (XX) وللذكر اثنين من الكروموسومات تعرف بـ (XY)، في حالة الأنثى التي تولد بمتلازمة تيرنر يكون لديها إكس (x) واحدة، أي يكون المجموع الكلي للكروموسومات والجينات هو خمسة وأربعين صبغة لدى الأنثى التي تحمل متلازمة تيرنر، في حين أن البنت الطبيعية تحمل ستة وأربعين كروموسوم وجين كما هو معروف.
وقد لا تلعب الوراثة دورا في هذه المتلازمة، وهذا هو المهم، وقد يكون في الغالب للفتاة كروموسوم إكس واحد، أو يكون لديها كروموسوم إكس واحد زائد كروموسوم إكس آخر ولكنه ناقص التكوين.

## عدد الصبغيات
عدد الصبغيات في هذه الحالة هو 45 صبغيا حيث لا يوجد أحد صبغيي (x) من الصبغيين الجنسيين.

## التشخيص
يمكن تشخيص متلازمة ترنر بواسطة بزل خلال فترة الحمل، أو من خلال اختبار بار. في بعض الأحيان يتم تحديد الأجنة الذين يعانون من متلازمة ترنر من خلال الموجات فوق الصوتية غير الطبيعية (خلل في القلب، شذوذ في الكلى، رطب كيسي واستسقاء)، وبعض التشوهات الخلقية ويحدث هذا نتيجة ان نقص الصبغي (X) لديها والذي يحمل مجموعة من الجينات المهمة للجسم وغير الجنسية أدى إلى اعتلال عام في الجسم، على الرغم من أنه لم ترتفع مخاطر التكرار، فمن المستحسن في كثير من الأحيان تقديم المشورة الوراثية للعائلات الذين كانوا يعانون من هذه المتلازمة خلال الحمل أو لديهم طفل يعاني منها.

## الأعراض والعلامات
- العقم، وذلك حيث أن الصبغي (x) المتوفر لديها يسبب إفراز هرمونات تحدد جنسها فقط ولكن لا تستطيع أن تصل هذه الكمية من الهرمونات بها إلى مرحلة البلوغ والقدرة على الانجاب.
- قصيرة القامة (حوالي 145 سم عند البلوغ).
- على الرغم من أن النمو العقلي بطيء إلا أن معدلات الذكاء تكون طبيعية.
- ذات رقبة وتراء قصيرة.
- اختفاءالعادة الشهرية عندها كما تنعدم القدرة على الإنجاب.
- بعض العيوب الخلقية في القلب في 35% من الحالات.
- بعض العيوب الخلقية في الكلى.
- ذات وجه مميز حيث تكون الأذن ذات مستوى منخفض عن الطبيعي ومصابة بحول في العينين.
- يكون الصدر عريض وتكون المسافة بين حلمتي الثديين أكبر من المسافة الطبيعية.

## توقعات تطور المرض
في حين أن معظم العلامات والأعراض الموجودة لا تمثل أي مشاكل ولكن قد يكون هناك مشاكل خطيرة كالعيوب الخلقية التي يتم التعامل معها باهتمام شديد.

## العلاج
لا يوجد علاج لمتلازمة تيرنر، كونها حالة وراثية كروموسومية. مع ذلك، توجد عدة طرق للحد من الأعراض. رغم أن معظم النتائج الجسدية غير ضارة، يمكن أن تحدث مشاكل طبية خطيرة جراء المتلازمة. تُدبر معظم هذه الحالات الخطيرة بالجراحة والعلاجات الأخرى بما في ذلك العلاج الهرموني.
- هرمون النمو: تبين أن استخدامه سواء بمفرده أو بالترافق مع جرعة منخفضة من الأندروجين، سيحسن النمو وربما الطول النهائي للبالغات. وافقت إدارة الغذاء والدواء الأمريكية على هرمون النمو لعلاج متلازمة تيرنر وتغطيه العديد من خطط التأمين. هناك أدلة على فعالية هذا العلاج، حتى عند الأطفال الصغار.[2]
- الإستروجين البديل: استخدمت بدائل الإستروجين، مثل حبوب منع الحمل، منذ أن وُصفت الحالة في عام 1938 لتعزيز تطور الخصائص الجنسية الثانوية. يعد هرمون الإستروجين ضروريًا للحفاظ على سلامة العظام وصحة القلب والأوعية الدموية وصحة الأنسجة. تعد النساء المصابات بمتلازمة تيرنر اللواتي لا يبلغن بشكل تلقائي ولا يعالجن بالإستروجين معرضات بشكل كبير للإصابة بهشاشة العظام وأمراض القلب.
- تكنولوجيا الإنجاب الحديثة: استُخدمت لمساعدة النساء المصابات بمتلازمة تيرنر على الحمل إذا رغبن في ذلك. مثلًا، يمكن استخدام بويضة من متبرعة لتشكيل جنين تحمله امرأة مصابة بمتلازمة تيرنر.
- يرتبط نضج الرحم، بشكل إيجابي، بمدة استخدام هرمون الإستروجين وتاريخ حدوث الحيض التلقائي، ويرتبط سلبًا بنقص العلاج بالهرمونات البديلة.[3]

## علم الأوبئة
تحدث متلازمة تيرنر لدى نسبة 1/2000-5000 أنثى عند الولادة.
يموت نحو 99% من الأجنة المصابة بمتلازمة تيرنر تلقائيًا خلال الأشهر الثلاثة الأولى من الحمل. تمثل متلازمة تيرنر 10% من إجمالي عدد عمليات الإجهاض التلقائي في الولايات المتحدة.